# أندريه أندريه
أندريه فيليبي براس أندريه (بالبرتغالية: André Filipe Brás André) هو لاعب كرة قدم برتغالي في مركز قلب الوسط ولد في يوم 26 مايو 1988 في مدينة فيا دي كوندي في البرتغال، يلعب حالياً مع فيتوريا غيماريش وسبق له اللعب مع ناديي فارزيم وفيتوريا دي غيماريش في البرتغال وديبورتيفو لاكورونيا بي في إسبانيا ونادي الاتحاد السعودي، بدأ باللعب مع منتخب البرتغال لكرة القدم في سنة 2015 وقد لعب مع المنتخب في نهائيات كأس العالم لكرة القدم 2014 ويبلغ طوله 174 سم.

## وصلات خارجية
- أندريه أندريه على موقع الاتحاد الأوربي (الإنجليزية)
- أندريه أندريه على موقع قاعدة بيانات كرة القدم.إي يو (الإنجليزية)
- أندريه أندريه على موقع ناشيونال فوتبول تيمز (الإنجليزية)
- أندريه أندريه على موقع Soccerway.com (الإنجليزية)
- أندريه أندريه على موقع عالم كرة القدم.نت (الإنجليزية)
- أندريه أندريه على موقع AS.com (الإسبانية)

- بيانات اللاعب على موقع فوتبول زيت زيت[وصلة مكسورة]
- أندريه أندريه على موقع سوكرواي